# J/ψ-мезон
J/ψ-мезон (произносится джей-пси-мезон, на английском языке звучит как джей-сай-мезон) — один из мезонов, состоящих из очарованных кварка и антикварка, первое возбуждённое состояние чармония. Истинно нейтральная частица (то есть являющаяся собственной античастицей). Зарядовая, пространственная и G-чётность частицы отрицательны, спин равен 1. В J/ψ-мезоне c-кварк и с-антикварк находятся в 13S1-состоянии. Ширина распада составляет 93,2±2,1 кэВ; она была бы значительно больше, если бы адронные распады не были сильно подавлены из-за действия правила Окубо — Цвейга — Иизуки.

## История открытия и название
Открыта в 1974 году двумя группами экспериментаторов; сообщения об открытии частицы были опубликованы в один день, 11 ноября 1974 года, в связи с чем частице присвоено двойное название. Одна из групп работала в Национальной ускорительной лаборатории SLAC (Стэнфорд) под руководством Бертона Рихтера, вторая группа — в Брукхейвенской национальной лаборатории под руководством Сэмюэла Тинга. Обоим руководителям групп была присуждена Нобелевская премия по физике 1976 года с формулировкой «за основополагающий вклад в открытие тяжёлой элементарной частицы нового типа». Буква J напоминает 丁 — китайский иероглиф, составляющий фамилию Тинга, в то время как английское название греческой буквы ψ (англ. psi) начинается с букв P и S, напоминающих об ускорителе SPEAR, на котором работала группа Рихтера.
Открытие J/ψ-мезона фактически подтвердило существование c-кварка — четвёртого из известных на тот момент.